# McLaren GT
La McLaren GT est une automobile de grand tourisme du constructeur automobile britannique McLaren Automotive, produite de 2019 à 2023.

## Présentation
La McLaren GT (pour Gran Tourer) est présentée le 15 mai 2019. Elle est commercialisée à partir de la fin 2019 au tarif de 199 500 €.

## Caractéristiques techniques
La GT partage sa base technique avec la McLaren Speedtail et son moteur central. Elle reçoit des portes en élytre, des suspensions hydrauliques pilotés électroniquement (Proactive Damping Control) et sa structure en fibre de carbone et la carrosserie en aluminium lui permettent de contenir sa masse à 1 530 kg.
Elle bénéficie d'un coffre arrière de 420 litres et d'un second à l'avant de 150 litres.

McLaren GT au Chantilly Arts & Elegance Richard Mille 2019
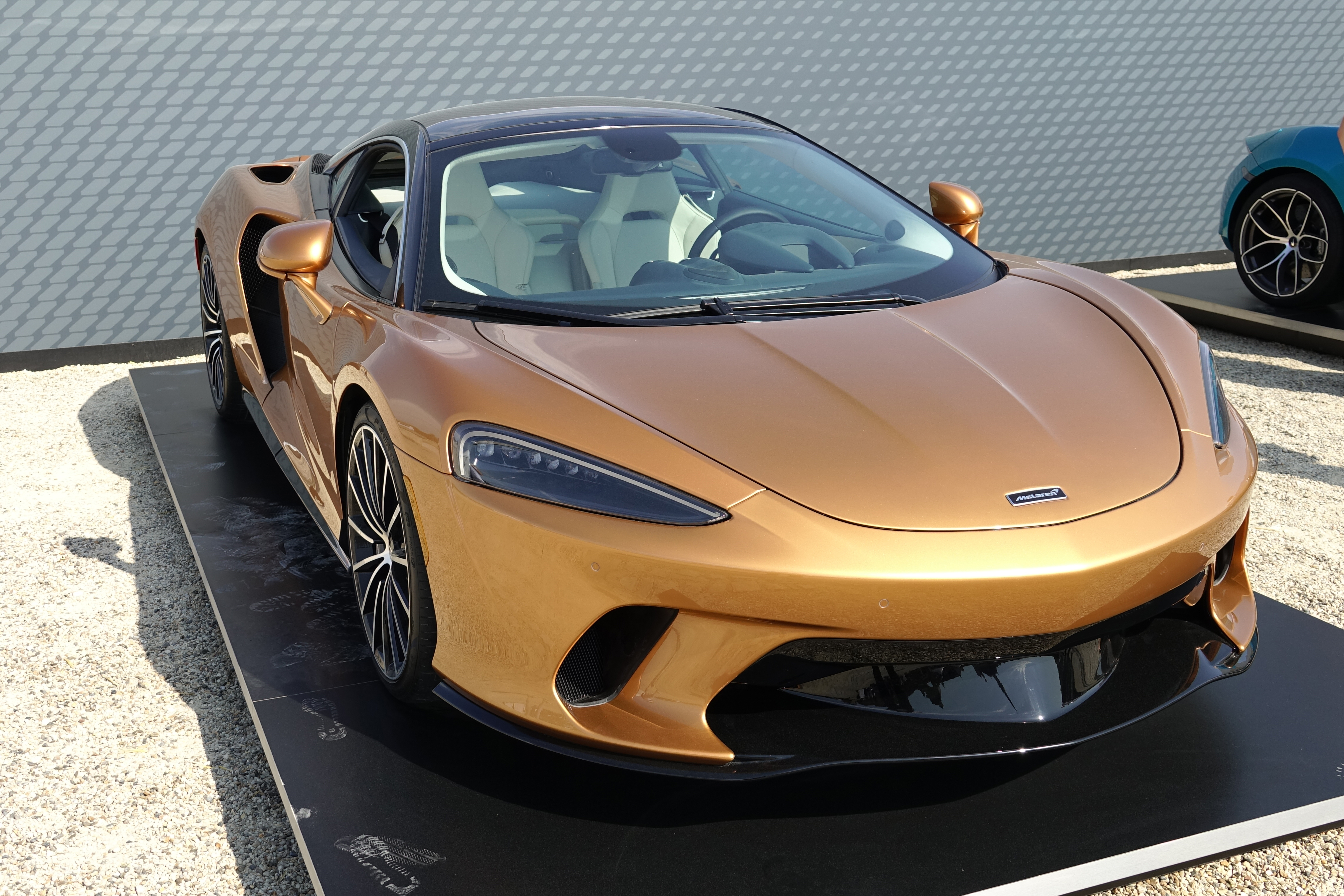
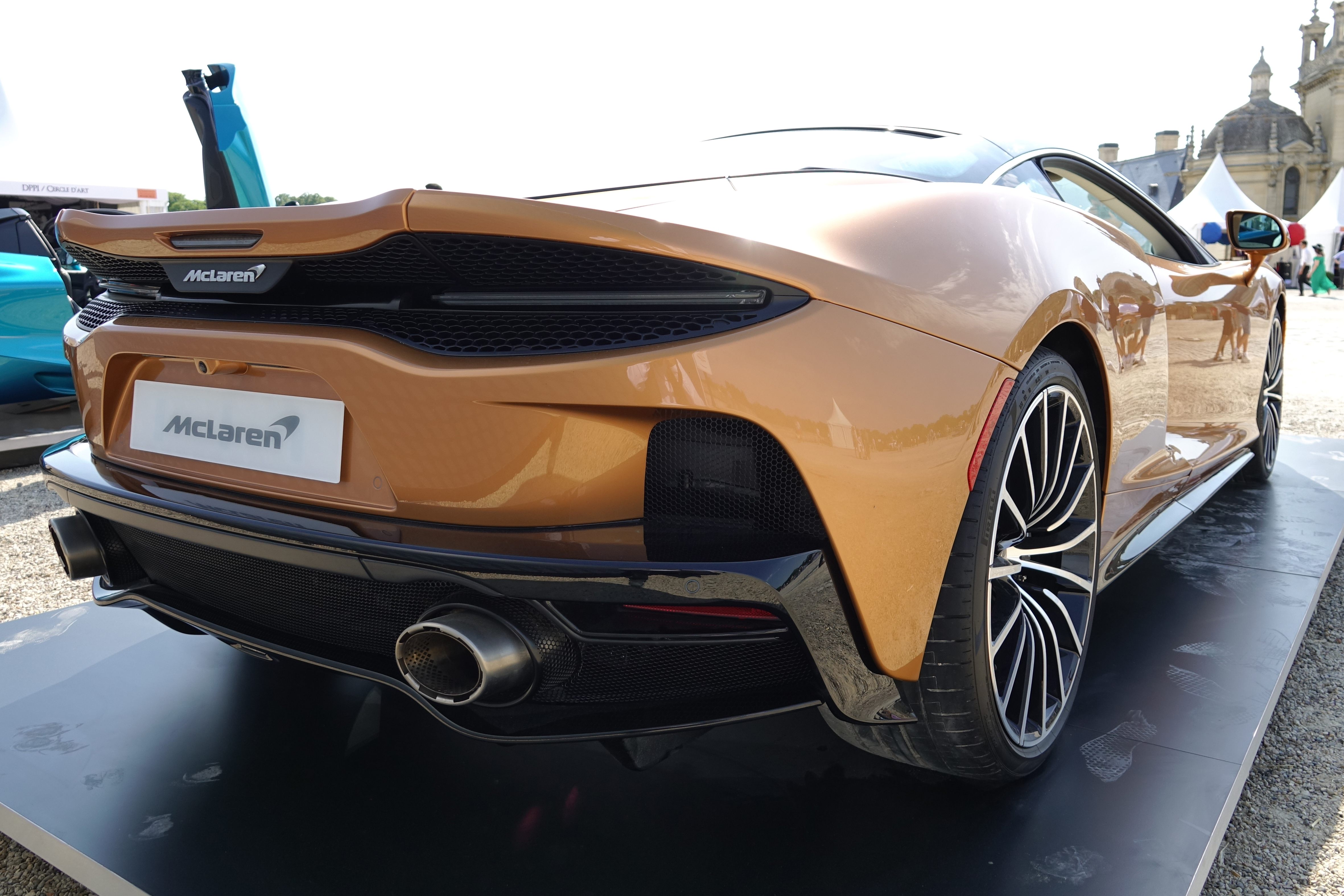
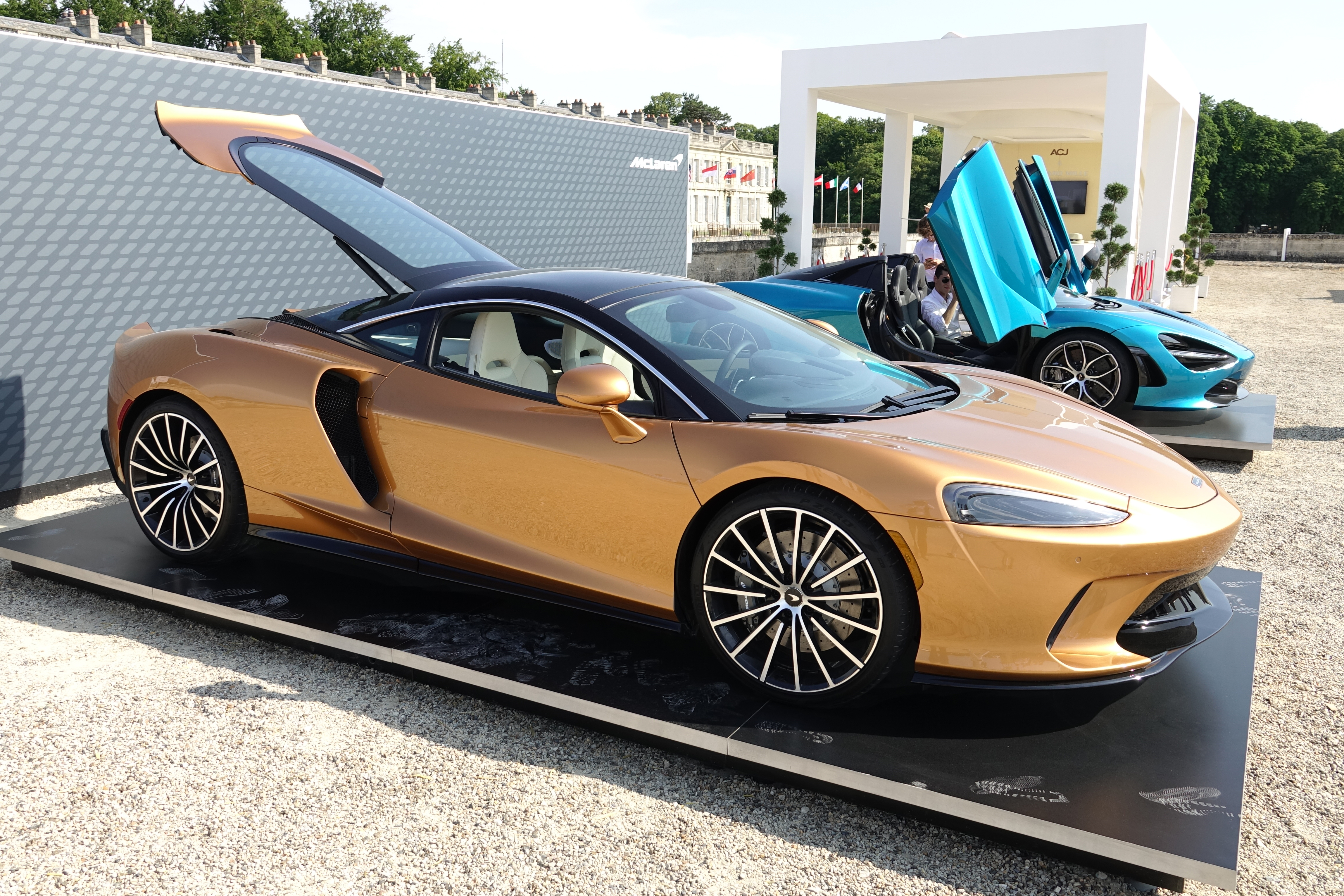

### Motorisation
La GT reçoit le moteur V8 4,0 L bi-turbo que l'on retrouve dans la McLaren Senna et la McLaren 720S, dont la puissance est ramenée à 620 ch et 630 N m de couple, et dont les performances sont proches de la McLaren 600LT.
|                                  | McLaren GT                              | McLaren GTS                             |
| -------------------------------- | --------------------------------------- | --------------------------------------- |
| Moteur                           | V8 M840TE (en) 4.0L                     | V8 M840TE (en) 4.0L                     |
| Admission                        | Bi-turbocompressé                       | Bi-turbocompressé                       |
| Cylindrée (cm3)                  | 3 994                                   | 3 994                                   |
| Puissance maximale ch (kW)       | 620 (456)                               | 635 (467)                               |
| au régime de (tr/min)            | 7 500                                   | 7 500                                   |
| Couple maximal (N m)             | 630                                     | 630                                     |
| au régime de (tr/min)            | 5 500 à 6 500                           | 5 500 à 6 500                           |
| Régime max                       | 8 500 tr/min                            | 8 500 tr/min                            |
| Boîte de vitesses                | Robotisée à double embrayage 7 rapports | Robotisée à double embrayage 7 rapports |
| Transmission                     | Propulsion arrière                      | Propulsion arrière                      |
| Vitesse maximale (en km/h)       | 326                                     | 326                                     |
| 0-100 km/h (en s)                | 3,2                                     | 3,2                                     |
| 0-200 km/h (en s)                | 9,0                                     | 8,9                                     |
| Consommation (en L/100 km) mixte | 11,9                                    | 11,9                                    |
| Émissions de CO2 (en g/km)       | 270                                     | 270                                     |
| Masse à vide (en kg)             | 1 530                                   | 1 520                                   |
| Capacité du réservoir (en L)     | 72                                      | 72                                      |
| Norme environnementale           | Euro 6                                  | Euro 6                                  |

## Finition

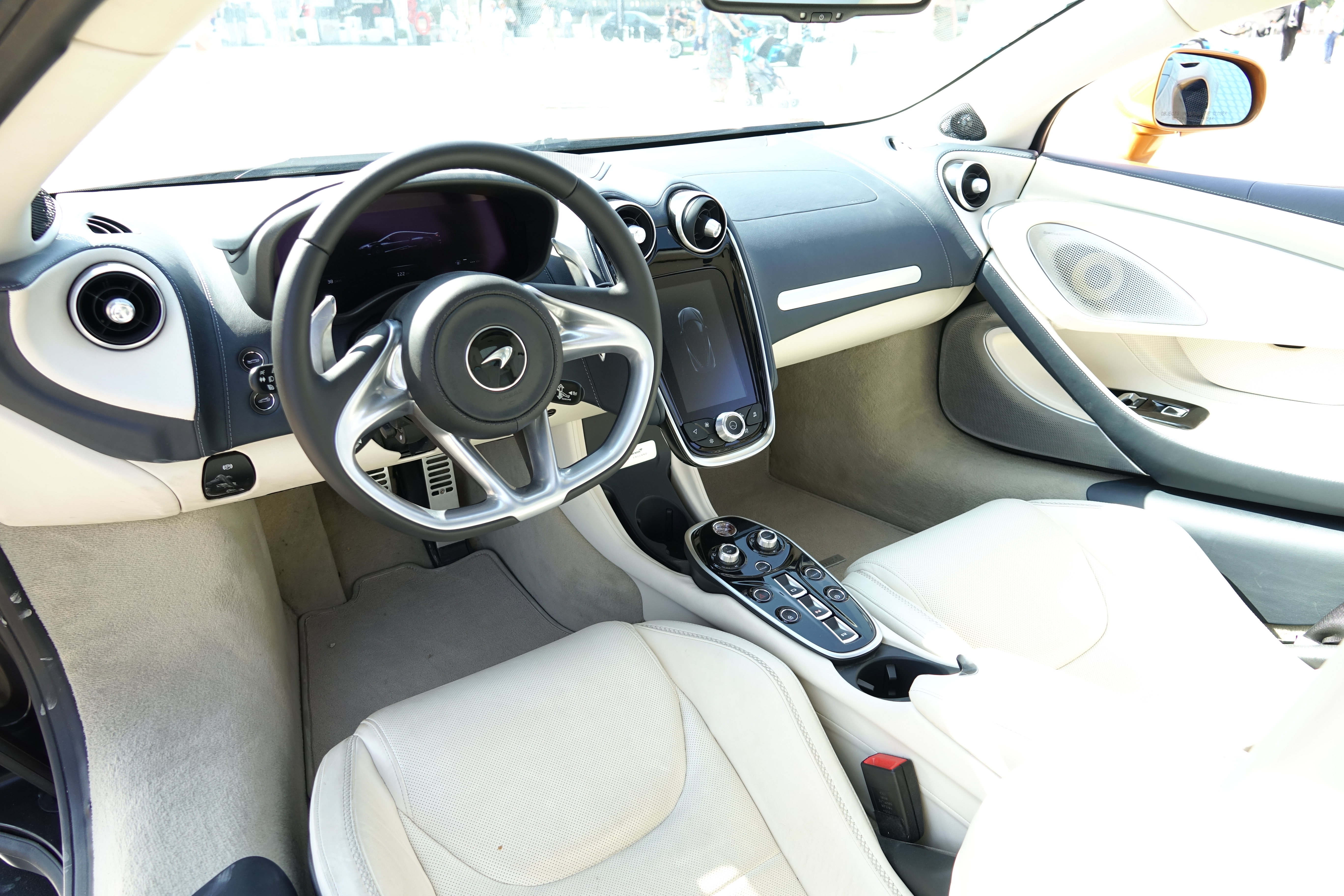
Planche de bord de la McLaren GT.

La McLaren GT, bien que sportive, s'équipe comme une Grand Tourisme et reçoit des sièges chauffants, un système audio Bowers & Wilkins à 12 haut-parleurs ainsi qu'une navigation connectée avec écran tactile.